# ロビンソン・ガブリエル合成
ロビンソン・ガブリエル合成（英語: Robinson–Gabriel synthesis）は、2-アシルアミノケトンの脱水反応によってオキサゾール類を合成する化学反応である。
歴史的に脱水試薬には濃硫酸が用いられるが、最近はリン酸トリクロリドを使う方法が成功している。原料の2-アシルアミノケトンはデーキン・ウェスト反応によって合成することができる。